# Theodor Kjerulf
Theodor Kjerulf född 30 mars 1825 i Kristiania, död där 25 oktober 1888, var en norsk geolog och poet, bror till den berömde kompositören Halfdan Kjerulf.
Efter att ha företagit resor i geologiskt syfte såväl i Norge som bland annat Island, Tyrolen och utgivit viktiga geologiska arbeten (till exempel Das Christiania-Silurbecken, 1855, Geologie des südlichen Norwegens, 1857) blev han 1858, efter Baltazar Mathias Keilhaus död, professor i mineralogi vid universitetet i Kristiania och utnämndes samma år till chef för Norges geologiske undersøkelse.
Kjerulf hade genom noggranna kemiska och geologiska undersökningar kommit till åsikter rörande såväl silursystemets lagerbyggnad som granitens uppkomst, vilka var motsatta Keilhaus, och han var den förste, som påvisade veckningens betydelse för att rätt förstå Oslotraktens geologi och ohållbarheten av Keilhaus transmutationsteori. Sedan Kjerulf under årens lopp utgivit en stor mängd viktiga arbeten med kartor och profiler, belysande för olika delar av Norges geologi, sammanfattade han 1879 resultatet av sina undersökningar i Udsigt over det sydlige Norges geologi, med karta över södra delen i skalan 1:1 000 000, medan hans mångårige medarbetare Tellef Dahll ungefär samtidigt hade fullbordat översiktskartan över norra Norge i samma skala. Kjerulf studerade även vulkanism på Island.
Vid sidan av verksamheten som geolog utgav han även flera diktsamlingar (1848, 1854, 1866 och 1871), som efter Kjerulfs död jämte hans övriga litterära kvarlåtenskap 1890 utkom under titeln Digte og skizzer.
Kjerulf var ledamot av Kungliga Vetenskapsakademien från 1869.